# Sílabas sin sentido
Las sílabas sin sentido constituye un tipo de material estimular utilizado en psicología para el estudio experimental de la memoria. Se trata de un material carente de significado que evita las relaciones asociativas entre los diversos ítems permitiendo así su cuantificación.

## Origen
Las «sílabas sin sentido» fueron creadas por Hermann Ebbinghaus para afrontar el estudio de la memoria usando el método experimental en 1879. Este proyecto significaba un punto de inflexión en la psicología del momento, ya que hasta entonces, los incipientes estudios psicológicos llevados a cabo a través de la aplicación del método experimental se ocupaban de la percepción sensorial y de los tiempos de reacción. Esto obligó a Ebbinghaus a crear nuevos materiales, entre los que se encontraban las «sílabas sin sentido».

## Aplicación
Se trata de la construcción de sílabas intercalando un sonido vocálico entre dos consonánticos (buf, gam, nol, etc.), que posteriormente se combinan para dar lugar a cadenas de longitud variable y que no poseen significado alguno que pueda ser reconocido por la persona que las percibe. 
Esto tenía claras ventajas de cara a su uso:
- Evitar la interferencia de otros procesos cognitivos en el estudio de la memoria, que se hubieran activado con ocasión de la aprehensión de significados, dando lugar a nuevas asociaciones.
- Se trataba de un material sencillo y manejable.
- Podía ser manipulado e introducir variaciones cuantitativas susceptibles de ser medidas con precisión y sin efectos perturbadores derivados del cambio de significado.